# Стопанска академия „Димитър А. Ценов“
Стопанска академия „Димитър А. Ценов“ е държавно висше икономическо училище в Република България, разположено в гр. Свищов. Основано е с указ на Цар Борис III на 8 ноември 1936 г. с дарение от българския търговец Димитър Ценов, на когото е кръстено училището. Това прави Стопанската академия третото най-старо висше учебно заведение в България.   
В СА „Димитър А. Ценов“ се издават редица периодични издания, някои от които индексирани в световни бази данни. Сред тях се нареждат списание "Бизнес управление" (индиксирано в Scopus), списание "Народностопански архив", списание "Икономика 21", електронно списание "Диалог", алманах "Научни изследвания", годишен алманах "Научни изследвания на докторанти" и вестник "Алма Матер".     

## История

### Дарение на Димитър Ценов и основаване
На 1 септември 1912 г. Димитър Ценов завещава на българската държава своето богатство от над 5 милиона златни лева за създаването в Свищов на Висше търговско училище по германски образец. В своето завещание Ценов определя дарението си като „скромна лепта на народния олтар“. Консервативните оценки показват, че днес стойността на завещаното от него движимо и недвижимо имущество би се равнявала минимум на 250 млн. лв.
Висшето търговско училище, носещо името на Димитър А. Ценов, е учредено с Наредба-закон, обнародвана в Държавен вестник, бр. 200 от 5.09.1936 г. и е открито на 8 ноември 1936 година с тържествена церемония лично от цар Борис III. Първи ректор на ВТУ „Димитър А. Ценов“ е проф. Димитър Бъров, който ръководи висшето училище в продължение на 15 години.
Сред първите преподаватели и първостроители на новоучреденото българско висше училище се нареждат акад. Георги Данаилов,  проф. Господин Тошев, акад. проф. Иван Стефанов, акад. проф. Анастас Бешков, проф. Васил Ранков, член-кор. проф. Тодор Владигеров и акад. Никола Михов. За кратко време събраният преподавателски състав създава учебните програми по образец на елитните за онова време чуждестранни висши училища.    
Първоначално учебните занятия на Висшето училище се провеждат в сградата на Търговската гимназия „Димитър Хадживасилев“, а ректоратът му се помещава в красивата къща на фамилия Екимови, разположена в близост. Собствената учебна сграда на Свищовското висше училище, която днес е негов ректорат, е проектирана от архитект Иван Васильов и е построена от предприемача Слави Гюдеров само за една година. Тя е открита с тържествена церемония на 8 ноември 1939 г. от министъра на търговията – д-р Славчо Загоров, министъра на просветата – проф. Богдан Филов, кмета на Свищов – г-н Богдан Пенев, митрополит Софроний и ръководството на Висшето търговско училище. През 1940 г. са построени жилищата за преподавателите, столовата и студентският дом на културата, а в същата година са дипломирани и студентите от първия випуск.   

### Развитие и съвременна история
До 1947 г. Свищовското висше училище се издържа със средства от Фонд „Димитър А. Ценов“, управляван от специално създадена за целта Ефория „Димитър А. Ценов“. Именно на нея съгласно Наредбата-закон от 1936 г. се поверява съхраняването и управлението на всички реални и финансови активи, завещани от Димитър Ценов. С национализациите, проведени от българската държава през декември 1947 г., Фонд „Димитър А. Ценов“ е одържавен и Свищовското висше училище минава изцяло на издръжка от бюджета на Министерството на народната просвета. 
Малко преди това на 15 септември 1945 с Указ № 214 на Министерството на търговията и промишлеността Висшето търговско училище „Д. А. Ценов“ е преименувано на Висше училище за стопански и социални науки „Димитър А. Ценов“. Това име учебното заведение носи до 22 януари 1952 г., когато с Указ за Висшите стопански учебни заведения № 26 на Президиума на Народното събрание то е преименувано във Висш финансово-стопански институт „Димитър А. Ценов“. С решение на 37-то Народното събрание от 26 юли 1995 г., обнародвано в Държавен вестник бр. 68 от 1995 г., Висшият финансово-стопански институт „Димитър А. Ценов“ е преобразуван в Стопанска академия „Димитър А. Ценов“ със седалище в гр. Свищов.

## Ръководство
На 18 март 2024 г. за ректор на Стопанска академия „Димитър А. Ценов“ с четиригодишен мандат е избран доц. д-р Марин Маринов от катедра „Финанси и кредит“.  Негови заместници са проф. д-р Атанас Атанасов с ресор „Научно-изследователска дейност и развитие на кадрите“; доц. д-р Светослав Илийчовски с ресор „Учебна дейност и акредитация“ и доц. д-р Здравко Любенов с ресор „Международното сътрудничество, студентската политика, институционалните комуникации и продължаващото обучение“. Помощник-ректор на Висшето училище за текущия управленски мандат е доц. д-р Валентин Милинов, а негов главен секретар е доц. д-р Анатолий Асенов. 
До 2024 г. ректори на СА „Димитър А. Ценов“ са били проф. Димитър Бъров (1936-1950), проф. Стефан Станев (1950-1955), проф. Минко Русенов (1955-1964), проф. Величко Нанков (1964-1972), проф. Делчо Порязов (1972-1974), проф. Димитър Панайотов (1975-1979), доц. Светлозар Калчев (1979-1988), проф. Методи Кънев (1988-1989), доц. Здравко Георгиев (1989-1990), проф. Атанас Дамянов (1990-1999), проф. Нено Павлов (1999-2007), проф. Величко Адамов (2007-2015), доц. Иван Марчевски (2016-2020) и проф. Марияна Божинова (2020-2024). 

## Образование

### Факултети и катедри
В структурата на Стопанска академия „Димитър А. Ценов“ влизат четири факултета – „Мениджмънт и маркетинг“, „Производствен и търговски бизнес“, „Стопанска отчетност“ и „Финанси“, в чиито рамки понастоящем развиват дейност осемнадесет катедри. 
Факултетът „Мениджмънт и маркетинг“ е създаден през 1991 г. с решение на Общото събрание на Стопанската академия „Димитър А. Ценов“ от 24.10.1991 г. с цел постигане на по-добра организация и управляемост на процесите на преминаване към новите образователни степени: професионален бакалавър, бакалавър, магистър и доктор. Във факултета се обучават студенти в редовна, задочна и дистанционна форма на обучение. В структурата му влизат катедрите „Бизнес информатика“, „Маркетинг“, „Международни икономически отношения“, „Мениджмънт“ и „Стратегическо планиране“. Декан на факултета за мандат 2024 – 2028 г. е доц. д-р Ваня Григорова.
Факултетът „Производствен и търговски бизнес“ е създаден с решение на Общото събрание на Стопанската академия „Димитър А. Ценов“ от 24.10.1991 г., а неговият академичен състав е определен със Заповед на Ректора № 857/04.ХІ.1991 г. В структурата му влизат катедрите „Аграрна икономика“, „Икономика и управление на туризма“, „Индустриален бизнес и предприемачество“, „Социални и правни науки“ и „Търговски бизнес“. Декан на факултета за мандат 2024 – 2028 г. е проф. д-р Любчо Варамезов.

Факултетът  „Стопанска отчетност“ е създаден през 1953 г.  с наименованието „Счетоводен“ съгласно Указ на ПНС № 289 и Закона за висшето образование от 1953 година. По-късно, с оглед да се отрази по-пълно характерът и съдържанието на включените във факултета специалности, той се преименува в „Отчетно-икономически“. С Решение на Общото събрание на Академията от 24.10.1991 г. факултетът се преименува във факултет „Стопанска отчетност“. В структурата му влизат катедрите „Контрол и анализ на стопанската дейност“, „Статистика и приложна математика“, „Счетоводна отчетност“ и „Физическо възпитание и спорт“. Декан на факултета за мандат 2024 – 2028 г. е доц. д-р Маргарита Шопова.
Факултет „Финанси“ е създаден през 1953 г. с Указ № 289/20.08.1953 г. на Президиума на Народното събрание относно разпределение и прегрупиране на специалностите във ВФСИ в два факултета: Финансово-статистически и Счетоводен. Профилът на Факултета напълно отговаря на завещанието на Димитър Ценов, според което дисциплините, които трябва да се преподават във висшето търговско училище трябва да покриват „търговските науки, финансовите науки, търговското право, банковото дело, науките по застрахователно дело и др.“ В сегашния си вид факултет „Финанси“ функционира от 1991 г. В неговата структурата влизат катедрите „Застраховане и социално дело“, „Обща теория на икономиката“, „Финанси и кредит“ и „Чуждоезиково обучение“. Декан на факултета за мандат 2024 – 2028 г.  е доц. д-р Румен Ерусалимов.

### Специалности
Стопанска академия „Д. А. Ценов“ предлага обучение за бакалавърска степен в 21 специалности в областта на финансите, счетоводството, застраховането, др., вкл. две на английски език и три по споразумения за двойна диплома с чуждестранни университети.   
Стопанската академия предлага 35 магистърски програми в актуалните области на съвременната икономика за завършили икономически и неикономически специалности, както и програми за завършили ОКС „професионален бакалавър“. От тях три са на английски език, а една програма се осъществява по споразумение за двойна диплома с чуждестранен университет.   
В образователната и научна степен „доктор“ Стопанска академия „Димитър А. Ценов“ предлага обучение по 16 акредитирани докторски програми, като 12 от тях се предлагат и на чужд език. Обучението за докторска степен се осъществява по държавна поръчка в редовна и задочна форма, и срещу заплащане в редовна, задочна и самостоятелна форма.   
Стопанска академия „Димитър А. Ценов“ е едно от първите висшите училища в България, които въвеждат пълнофункционално дистанционно обучение още през 1999 г. и досега чрез тази форма е дипломирала над 30 хил. студенти от България и чужбина. Към 2024 г. Свищовската академия предлага дистанционно обучение по 15 бакалавърски специалности и 35 магистърски програми.  

## Инфраструктура и съоръжения

### Академична библиотека
Академичната библиотека „Акад. Никола Михов“ е сред най-старите и богати научни библиотеки в страната. Тя е създадена през 1936 г. едновременно с откриването на Висшето търговско училище и носи името на известния учен-библиограф академик Никола Михов. Той взема ръководно участие в създаването ѝ и работи близо 17 години в нея. Основа на библиотечния фонд е личната библиотека на дарителя Димитър Ценов, която съдържа около 400 тома книги от различните отдели на знанието. Веднага със започването на дейността на Висшето търговско училище по инициатива на проф. Димитър Бъров и на проф. Тодор Владигеров се вземат мерки за изграждането на истинска научна библиотека, отговаряща на изискванията за творческа работа. Именно тогава под вещото ръководство и указания на академик Никола Михов са набавени много книги по икономика на български, френски, немски, английски и руски език, както и почти всички по-известни европейски справочници и енциклопедии. Днес библиотеката се помещава в югозападната част на факултетския корпус на Академията и в нейната структура влизат отделите „Комплектуване и книгообмен, обработка и каталози“, „Справочно-информационен“ и „Заемна служба“. Библиотеката притежава четири читални зали със 120 читателски места – „Студентска“, „Периодика“ и две преподавателски зали, оборудвани с компютърна техника. Фондът на библиотеката включва над 205 000 тома.  

### Академичен музей
Академичният музей на СА „Димитър А. Ценов“ е създаден през 1956 година. Чрез снимки, документи и експонати в него се отразява животът на Висшето училище от неговото създаване през 1936 г. до днешни дни. Представени са символите на Академията – старото червено и новото синьото знаме, огърлицата на ректора, запис на химна на СА „Д. А. Ценов“, текстът на студентската Галилеева клетва, сребърната значка със златно покритие, която се връчва на завършилите с пълно отличие още от първия випуск до днес. Показани са и хората, удостоени с почетното звание „Доктор Хонорис Кауза“ на СА „Д. А. Ценов“. Важна част от експозицията на музея са поместените в него лични вещи на Димитър Ценов, сред които неговата библиотека с множество книги от неговата лична колекция, бюро и писалищна маса.

### Спортен комплекс
На 10 ноември 1949 г. в аулата на Висшето училище за стопански и социални науки „Димитър А. Ценов“ се взема решение за създаване на студентско спортно дружество „Академик“, в което футболът е една от водещите секции. Първи председател на дружеството е проф. Велеслав Гаврийски. Именно основаването на студентското спортно дружество се счита за начало на съществуването на най-именития свищовски футболен отбор – Академик (Свищов). Поради дългогодишната неразривна връзка между Висшето училище в дунавския град и футболния отбор прозвището, с което той е известен и до днес сред българските почитатели на футбола, е „студентите“. Спортният комплекс на Свищовското висше училище е изграден през 70-те и 80-те години на XX век и е разположен в югоизточната част на Свищов по продължение на ул. „Патриарх Евтимий“. Намира се в непосредствена близост до Общинския стадион „Академик“. В спортния комплекс влизат: два футболни стадиона с тревно покритие, използвани за подготовка от футболистите на Академик (Свищов); покрит плувен басейн; многофункционална спортна зала; покрита лекоатлетическа писта; зала за тенис на маса; фитнес зала; покрита футболна зала; тенис кортове; терени за футбол на малки врати и баскетбол. През 2020 г. по споразумение с ОФК „Академик“ (Свищов) в спортния комплекс на Свищовската академия е изграден тренировъчен терен с изкуствено тревно покритие, предназначен за подготовката на детско-юношеската школа на футболния клуб. Новото игрище може да бъде използвано и от студентите на Академията. В спортната база на Свищовското висше училище тренират и младежите от школата на ФК „Лато“. 

## Галерия
- Ректорат на СА „Д. А. Ценов“
- Флаговете на България, ЕС и Свищовската академия
- Паметник на Димитър Ценов
- Пространство пред ректората на СА „Д. А. Ценов“
- Факултетски корпус на СА „Д. А. Ценов“
- Кампус на СА „Д. А. Ценов“
- Старият градски часовник в Свищов
- Залез в СА „Д. А. Ценов“
- Розите на СА „Д. А. Ценов“
- СА „Д. А. Ценов“ през есента
- Кампусът на СА „Д. А. Ценов“ нощем
- Барелеф на Димитър Ценов
- СА „Димитър А. Ценов“ през зимата
- Пространството пред аулата на СА „Д. А. Ценов“